# Andrei Gorzo
Andrei Gorzo (n. 29 iunie 1978, Drăgășani, jud. Vâlcea) este un critic de film, jurnalist, profesor universitar și traducător român.

## Activitate

### Publicist și critic de film
Este cunoscut mai ales prin recenziile și analizele de film semnate în revista 24-FUN și în ziarul Dilema veche. De asemenea, a publicat articole și eseuri pe teme de film, dar și de literatură, în Lettre internationale, Academia Cațavencu, Observator cultural, Esquire ș.a. A realizat traduceri din scriitorul britanic Graham Greene pentru editura Polirom.
În aprilie 2009, și-a lansat prima carte, Bunul, răul și urîtul în cinema.
Personalitate foarte activă în domeniul filmului, Andrei Gorzo participă la festivaluri și alte evenimente de profil organizate în țară. 
Este implicat în diverse manifestări ale fundației culturale „NexT”, între care selecționarea filmelor prezentate în festivalul de film cu același nume și participarea în calitate de moderator la întâlnirile Cineclubului fundației.

### Cadru didactic universitar
Este profesor la Universitatea Națională de Artă Teatrală și Cinematografică „I.L. Caragiale” din București (Facultatea de Film, Departamentul Scenaristică și Teoria Filmului). În paralel cu activitatea didactică, a redactat traduceri ale unor cărți de cinema, publicate de editura universității: André Bazin, "Ce este cinematograful?", volumul 1, traducere din limba franceză de Andreea Rațiu, UNATC Press, 2014, ISBN 9789731790879; Robert Bresson, "Note despre cinematograf", traducere din limba franceză de Iulia Gorzo, UNATC Press, 2014, ISBN 9789731790855.
În perioada 2012-2014 a fost prodecan al Facultății de Film a UNATC.

## Lucrări

### Cărți
- Bunul, răul și urîtul în cinema (2009), Editura Polirom. ISBN: 978-973-46-1364-9
- Lucruri care nu pot fi spuse altfel. Un mod de a gândi cinemaul, de la André Bazin la Cristi Puiu (2012), Editura Humanitas. ISBN: 978-973-50-3491-7
- Imagini încadrate în istorie. Secolul lui Miklós Jancsó (2015), Editura Tact. ISBN: 9786068437705
- Politicile filmului. Contribuții la interpretarea cinemaului românesc contemporan (2014) - volum colectiv coordonat împreună cu Andrei State Editura Tact. ISBN: 9786068437507
- "O vară de neuitat": un studiu critic (2017), Societatea Culturală NexT-LiterNet, ISBN: 978-973-122-072-7, publicație descărcabilă gratuit de la http://editura.liternet.ro/carte/337/Andrei-Gorzo/O-vara-de-neuitat-Un-studiu-critic.html
- "Videograme dintr-o revoluție": un studiu critic (2016), Societatea Culturală NexT-LiterNet, ISBN: 978-973-122-106-9, publicație descărcabilă gratuit de la http://editura.liternet.ro/carte/328/Andrei-Gorzo/Videograme-dintr-o-revolutie-Un-studiu-critic.html
- Ce am învățat de la Graham Greene. O istorie de familie, (2024), Editura Polirom,  ISBN: 978-630-344-092-7

### Articole
- „Cinematograful cuvintelor”[6]

## Traduceri
- Greene, Graham (1978). Factorul uman, Editura Polirom, 2005. ISBN 973-681-995-7
- Greene, Graham (1935). Patria m-a făcut om, Editura Polirom, 2008. ISBN 978-973-46-0467-8
- Greene, Graham (1938). Brighton Rock, Editura Polirom, 2006, ISBN 973-46-0211-x

## Premii literare
- Premiul publicației "Observator cultural", ediția a XIX-a, 2025, la categoria "MEMORIALISTICĂ, BIOGRAFII, JURNALE" pentru Ce-am învățat de la Graham Greene. O istorie de familie, 2024, Polirom